# Sony Xperia P
El Sony Xperia P (también conocido como Sony Xperia LT22, LT22i, Sony Nyphon) es un teléfono inteligente de gama media lanzado por Sony en el Mobile World Congress en febrero de 2012 y pertenece a la línea NXT de Xperia. Originalmente viene con Sistema Operativo Android 2.3.7 (Gingerbread)y una actualización a Android 4.1.2 (JellyBean) [Confirmado por Sony en abril de 2013]. Cuenta con una pantalla táctil ( la más brillante de todos los teléfonos inteligentes) qHD de 4" (101.6 mm) con White Magic y motor Sony Mobile BRAVIA, un procesador de 1 GHz de doble núcleo, 8 Mpx de cámara trasera, puerto HDMI, 1 GB de RAM, y 16 GB de almacenamiento interno (11,26 GB accesibles al usuario). No cuenta con ranura para introducir micro SD por lo que su memoria no es expandible.

## Diseño
El Sony Xperia P es un teléfono inteligente tipo barra táctil, con grandes dimensiones de altura: 122 milímetros (4.80 in), ancho: 59.5 milímetros (2.34 in) y grosor: 10.5 milímetros (0.41 in), con un peso de 120 gramos (4.23 oz). Se caracteriza físicamente por su barra inferior iluminada más ancha que la del Sony Xperia S, tapa inferior plástica sustituible, su carcasa uni-body en aluminio contrasta con los materiales plásticos usados en otros dispositivos de la misma línea. Otras de sus características son el puerto HDMI, puerto micro USB, ranura externa para tarjeta SIM, conector de audio 3.5 mm para auriculares, cámara incorporada en la parte superior trasera flash LED y el altavoz.

## Software
El Sony Xperia P se lanzó  con Android 2.3.7, recibió la actualización a Android 4.0.4 (Ice Cream Sandwich) en agosto de 2012 y desde abril de 2013 cuenta con Android 4.1.2 Jelly Bean.

## Hardware
Este dispositivo presenta chip de sistema STE NovaThor U8500 con procesador de doble núcleo a 1 GHz, procesador gráfico (GPU) ARM Mali-400, memoria RAM de 1024 MB, 16 GB de almacenamiento interno no expandible con 13.29 GB accesibles al usuario.

### Conectividad y comunicación
- Conexión nativa USB 2.0 de alta velocidad, soporte de microUSB.
- WiFi IEEE 802.11 b/g/n frecuencia 2.4 GHz.
- Bluetooth 2.1 A2DP/EDR.
- Puerto Micro HDMI.
- DLNA certificado.
- NFC.
- GPS.

### Sensores
- Sensor de luz.
- Sensor de proximidad.
- Sensor acelerómetro.
- Magnetómetro.
- Sensor giroscópico.

## Pantalla
El Sony Xperia P tiene una pantalla capacitiva multitáctil, con tecnología TFT táctil qHD de 4 pulgadas resistente a rayones, 16'777.216 colores, resolución de 540x960 píxeles, 275 ppi y motor Sony Mobile BRAVIA. La novedad característica de este dispositivo es el Sony White Magic, capaz de ofrecer un brillo intenso ideal para uso en exteriores o ambientes soleados. Esta cualidad puede ofrecer un brillo de hasta 1000 Cdm2 con un consumo de energía de 400 milivatios.

## Cámara
El Sony Xperia P posee una cámara trasera , tiene 8.2 Mpx con EXMOR-R, que mejora las fotografías en condiciones de baja luminosidad. También tiene enfoque automático, flash LED, zum digital, detección de rostro y sonrisa, fotos panorámicas 3D, estabilizador de imagen, además permite grabar video a 1920 x 1080 (1080p HD) (30 fps). Su cámara frontal tiene 0.3 Mpx VGA para videollamada.

## Batería
El Sony Xperia P posee una batería tipo Li-Ion de 1.305mAh no extraíble, con las siguientes características de rendimiento:
- Tiempo de conversación máximo de 5 horas.
- Tiempo de espera máximo de 475 horas (19.8 días).
- Tiempo de reproducción de música máximo de 80 horas.
- Tiempo de reproducción de video máximo de 4 horas.

## Redes
- GSM/GPRS/EDGE: 850, 900, 1800, 1900 MHz
- UMTS/HSPA: 850, 900, 1900, 2100 MHz
- HSDPA: 14.4 Mbit/s
- HSUPA:5.76 Mbit/s

## Recepción
Ha sido elogiado por los expertos su diseño unibody en aluminio, su cámara de 8 Mpx a pesar de ser un dispositivo de gama media-alta y su brillante pantalla White Magic con bajo consumo de energía. Lo más discutible del dispositivo es su precio, batería no extraíble, falta de Android Ice Cream Sandwich desde su lanzamiento, la falta de ranura para memoria micro SD.